# Proletarització

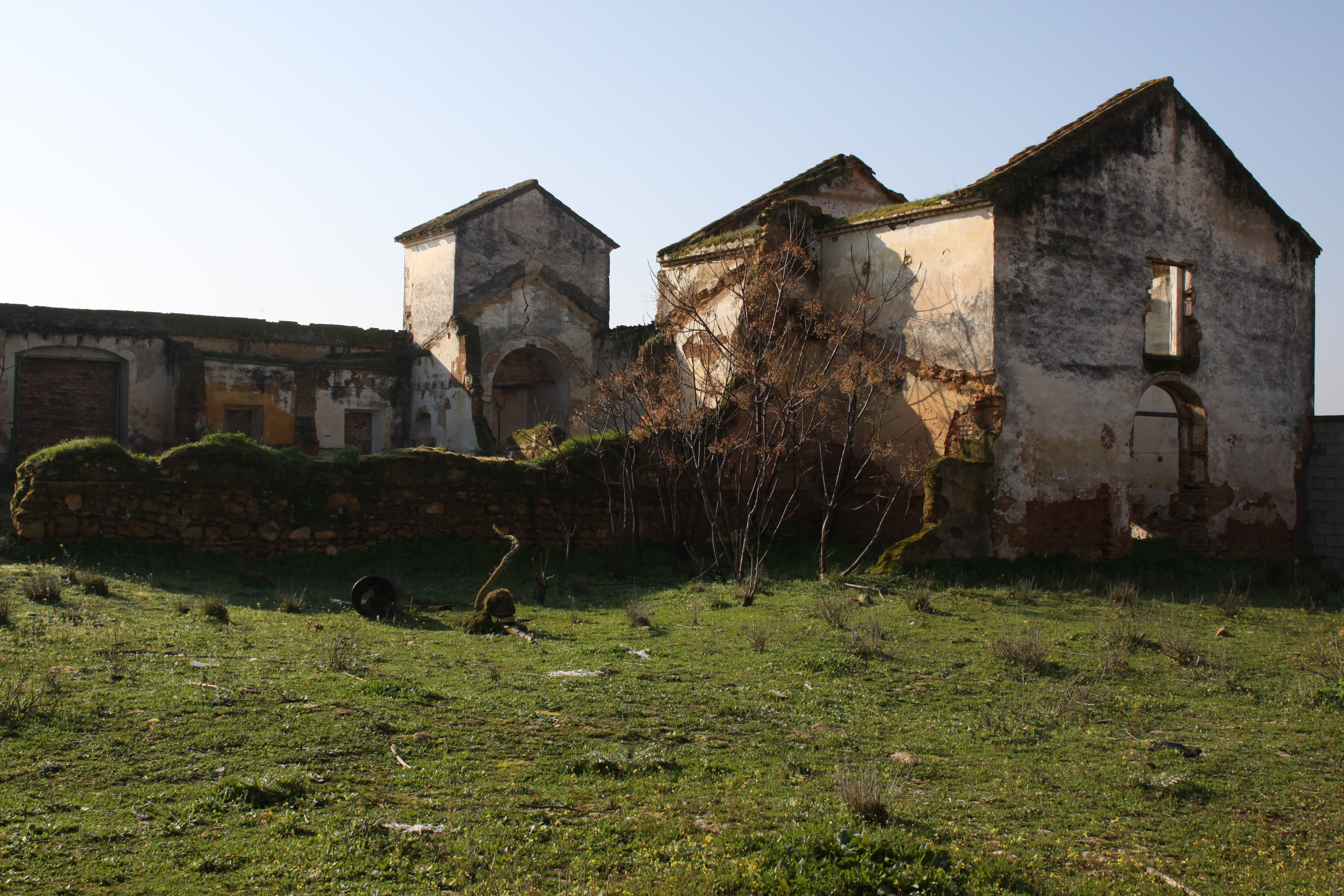
L'èxode rural ha estat un dels processos paral·lels a la proletarització durant la Revolució Industrial, en la qual comunitats de petits propietaris autosuficents van emigrar massivament a les ciutats a la recerca de treball assalariat. Avui dia, la deslocalització industrial genera processos similars en països en vies de desenvolupament.

La proletarització es refereix al procés social mitjançant el qual persones autoocupades o ocupadores (i fins i tot aturades que no necessitaven treballar) passen a ser mà d'obra assalariada per part d'un ocupador. Per a la teoria marxista, la proletarització ha estat una de les formes més importants de mobilitat social descendent.

## Concepte marxista
Per a Marx, el procés de proletarització era una de les cares de l'acumulació de capital. El creixement del capital implicava un creixement de la classe obrera. L'expansió dels comprats capitalistes necessitava d'un procés d'acumulació primitiva i privatització, que transferia cada vegada més béns a mans privades, concentrant la riquesa en unes poques persones. D'aquesta manera, cada vegada un major percentatge de la població va anar depenent d'un treball assalariat, venent la seva força de treball a un ocupador per un salari en mancar d'altres béns que permetessin la supervivència.